# Aespa
Aespa (koreanisch 에스파; üblicherweise in Kleinbuchstaben aespa oder stilisiert æspa) ist eine südkoreanische Girlgroup der vierten K-Pop-Generation, die 2020 von SM Entertainment gegründet wurde. Aespa besteht aus vier Mitgliedern: Karina, Giselle, Winter und Ningning. Die Girlgroup debütierte am 17. November 2020 mit der Single Black Mamba. Der offizielle Fanclub-Name lautet MY.

## Geschichte

### Aktivitäten vor dem Debüt
Ningning wurde von SM Entertainment am 19. September 2016 als Trainee der SM Rookies vorgestellt. Als solche hatte sie 2016 Auftritte im Teil „Rookies Princess: Who’s the Best?“ des Programms My SMT von SM Entertainment. Des Weiteren wirkte sie 2017 bei diversen Coversongs für das animierte MBC-Programm Shining Star mit.
Karina trat im Februar 2019 im Musikvideo Want von Taemin auf und war sukzessive an seinen Promotionen bei Musikshows beteiligt. In einem Abschnitt des Hyundai-Werbespots „The all-new TUCSON Beyond DRIVE“, in dem sie mit Kai von EXO auftrat, konnte sie 2020 ihre Tanzfähigkeiten zeigen.

### 2020: Debüt mitBlack Mamba
Der Name aespa ist eine Kombination aus „æ“, abgeleitet von „Avatar X Experience“ und „Aspect“. Der Name bedeutet, dass verschiedene innovative Aktivitäten zum Thema „Erleben einer neuen Welt durch die Begegnung mit dem ‚Avatar‘, ihrem anderen Ich“ erfolgen.
Am 26. Oktober 2020 verkündete SM Entertainment das Debüt einer neuen Girlgroup, sechs Jahre nach der zuletzt vom Label gegründeten K-Pop Girlgroup Red Velvet. Das Konzept der Gruppe erklärte Lee Soo-man, Gründer von SM Entertainment, am 28. Oktober auf dem World Cultural Industry Forum. Die einzelnen Mitglieder wurden nacheinander vom 27. Oktober bis zum 30. Oktober in der Reihenfolge Winter, Karina, Ningning und Giselle auf verschiedenen Social-Media-Kanälen des Labels vorgestellt.
Der Video-Trailer aespa 에스파 – SYNK mit der kompletten Gruppe erschien am 1. November. Die Debütsingle Black Mamba wurde gemeinsam mit dem gleichnamigen Musikvideo am 17. November veröffentlicht. Am 20. November hatte Aespa mit Black Mamba ihre Premiere auf KBS2 Music Bank.
Im Dezember 2020 erhielt die Gruppe für Black Mamba drei Nominierungen bei den Seoul Music Awards. Am 31. Dezember trat Aespa beim MBC Music Festival „The Moment“ auf.

### 2021:Forever,Next LevelundSavage

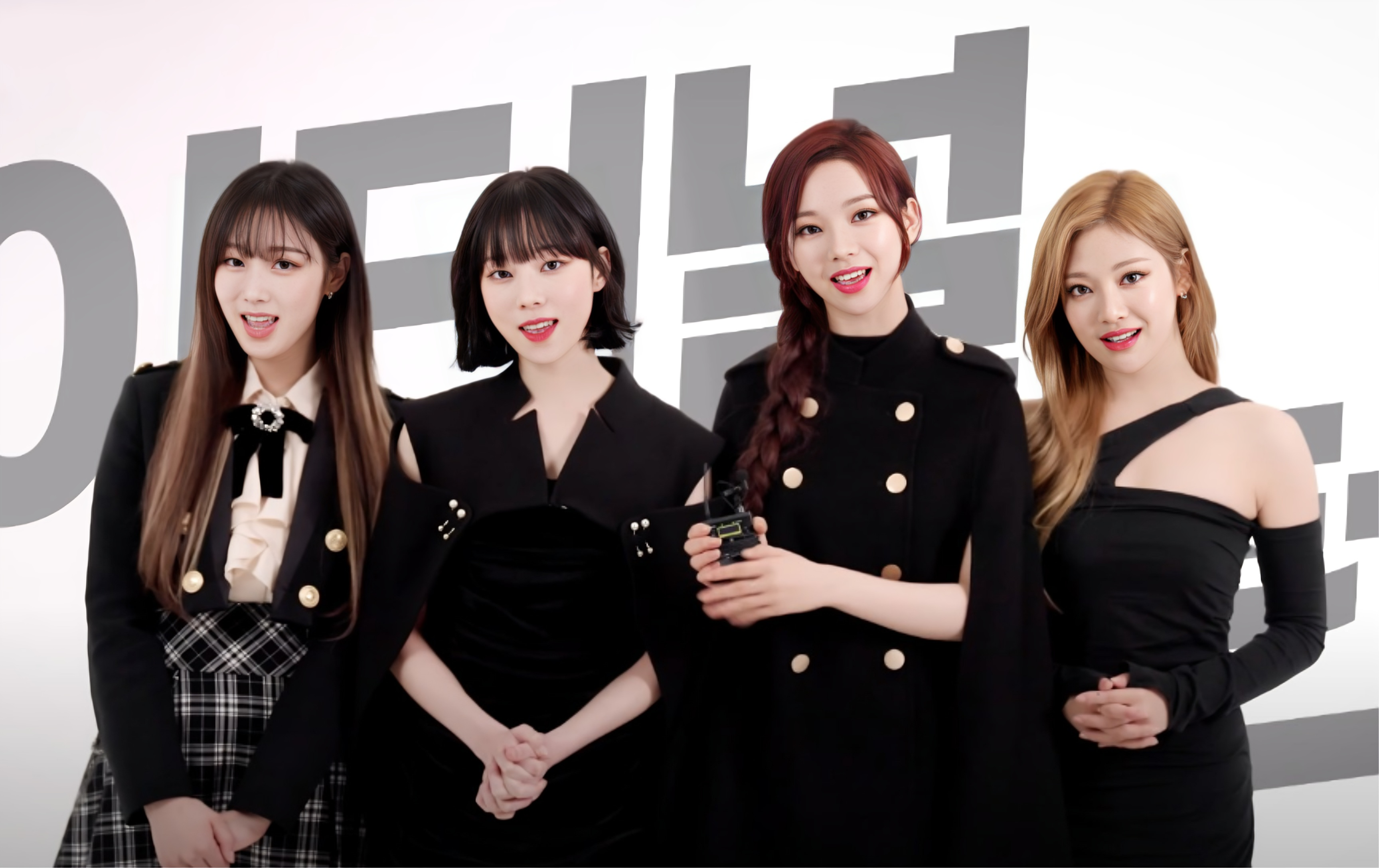
Aespa im November 2021

Die zweite digitale Single Forever mit dem zugehörigen Musikvideo erschien am 5. Februar 2021. Bei Forever handelt es sich um ein Remake des Songs von Yoo Young-jin aus dem Jahr 2000.
Am 4. Mai kündigte SM Entertainment an, dass Aespa eine neue Single veröffentlichen würde. Die digitale Single Next Level erschien am 17. Mai, ebenso das Musikvideo.
Am 14. September wurde bekannt gegeben, dass die Girlgroup ihr erstes Mini-Album veröffentlichen würde. Das Album Savage wurde am 5. Oktober veröffentlicht. Das Musikvideo Savage erschien am gleichen Tag auf YouTube. Savage ist das erste Album von Aespa, dass am 15. Oktober einen „Perfect All-Kill“ erreichte. „Perfect All-Kill“ steht für einen Song, der gleichzeitig auf Platz eins der Echtzeit-, Tages- und Wochencharts der verschiedenen südkoreanischen Musik-Streaming-Plattformen landet. Aespa ist damit die erste Girlgroup der vierten K-Pop-Generation, der dies gelang.
Aespa veröffentlichte am 20. Dezember ein Remake des Songs Dreams Come True von S.E.S. Das zugehörige Musikvideo wurde von BoA konzipiert, choreografiert und produziert.

### 2022: Coachella,Girls, aespa JAPAN PREMIUM SHOWCASE 2022 ~SYNK~ und aespa Showcase SYNK in LA
Am 19. April 2022 wurde bekannt gegeben, dass Aespa am 23. April bei Coachella auftreten würde. Ihre Setlist umfasste unter anderem Black Mamba, Savage, Next Level und eine englische Version des noch unveröffentlichten Songs Life’s Too Short.
SM Entertainment teilte am 1. Juni mit, dass Aespa einen Vertrag mit Warner Records unterschrieben hätte und kündigte auch an, dass Aespa im Juli ihr zweites Mini-Album veröffentlichen würde. Die Songs Illusion und die englische Version von Life’s Too Short wurden vorab am 1. bzw. 24. Juni veröffentlicht.
Das Mini-Album Girls und das gleichnamige Musikvideo erschienen am 8. Juli. Girls war das erste Album einer Girlgroup, das in einer Woche in den Hanteo Charts mehr als eine Million, in den Circle Chart 1,42 Millionen Exemplare verkaufte. Die erstmalige Vorstellung von Girls erfolgte am 8. Juli mit einem Auftritt von Aespa bei der Sommerkonzertreihe von Good Morning America im Central Park in Manhattan.
Am 6. und 7. August fand in der Pia Arena MM in Yokohama der erste Showcase „aespa JAPAN PREMIUM SHOWCASE 2022 ~SYNK~“ der Gruppe in Japan statt. Ihr zweites Showcase „aespa Showcase SYNK in LA“ erfolgte am 26. Juni im YouTube Theater in Los Angeles. Nachdem die Tickets für den 26. Juni in kurzer Zeit ausverkauft waren, wurde eine zusätzliche Show für den 27. Juni angekündigt.
Zum 20-jährigen Jubiläum von Crocs auf der Videospiele-Plattform Roblox hatte Aespa am 23. Oktober einen virtuellen Auftritt.

### 2023: Welttournee SYNK: HYPER LINE,Hold on Tight,My World,Better Things,We Go,Zoom ZoomundDrama

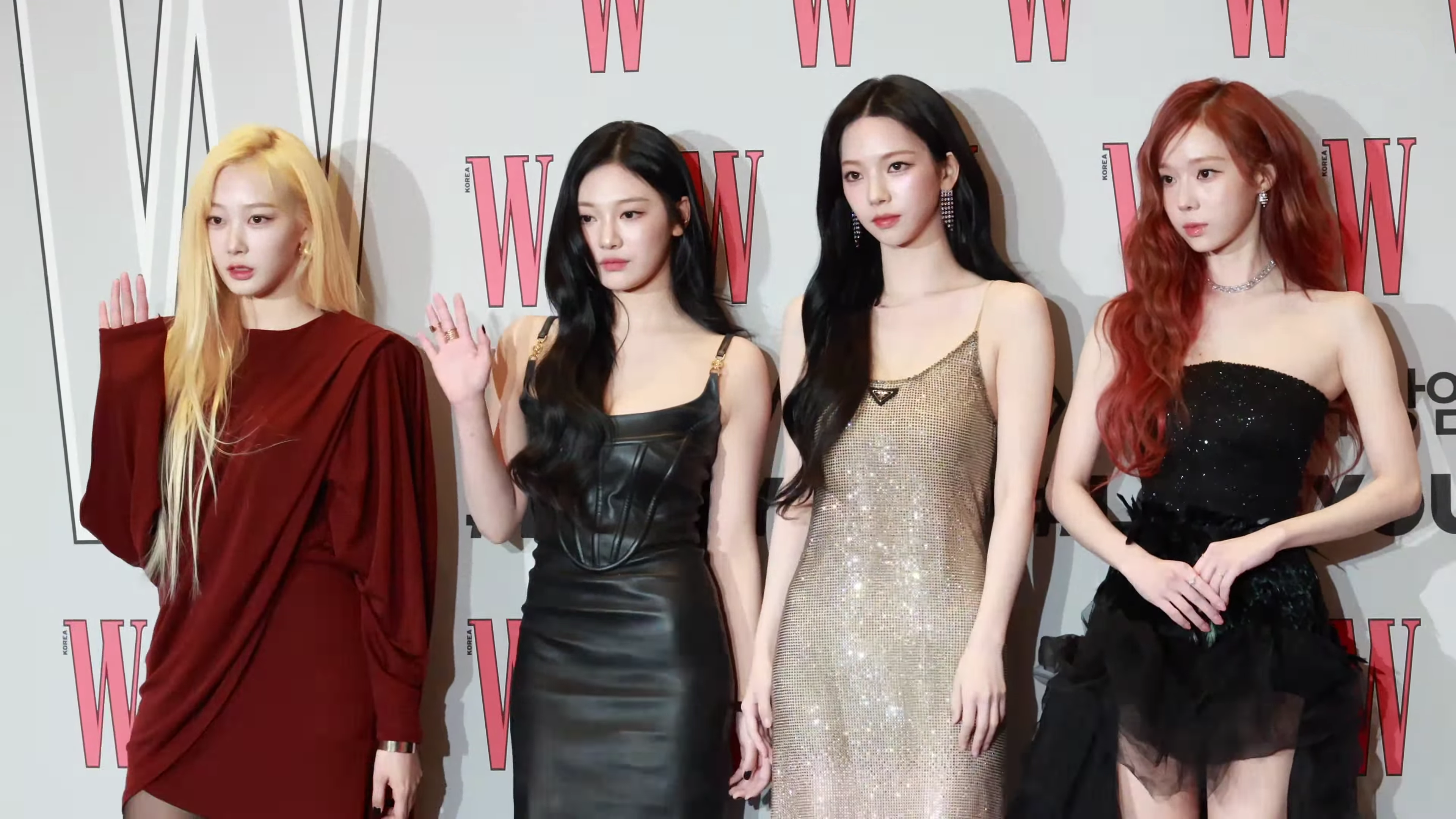
Aespa im November 2023

Aespa gab am 25. und 26. Februar 2023 ihr erstes Solo-Konzert „2023 aespa 1st Concert SYNK: HYPER LINE“ in der Jamsil Arena in Seoul. Im März und April unternahm die Gruppe in Japan ihre „aespa LIVE TOUR 2023 SYNK: HYPER LINE in JAPAN“-Konzerttournee mit 10 ausverkauften Shows in Osaka, Tokio, Saitama und Aichi.
Am 31. März wurde die Single Hold on Tight veröffentlicht. Dieser Song ist ein OST aus dem Apple-Originalfilm „Tetris“.
Ihr drittes Mini-Album My World veröffentlichte Aespa am 8. Mai. Der Song Welcome To MY World erschien am 2. Mai vorab als Single und Musikvideo. Der Titelsong Spicy wurde am 8. Mai auch als Musikvideo zusammen mit dem Mini-Album veröffentlicht. My World debütierte auf Platz eins der Circle Album Charts mit 1.420.178 verkauften Exemplaren. Mit 2.011.388 verkauften Alben innerhalb zwei Wochen nach seiner Veröffentlichung wurde My World zum „double-million-seller“. In den US-Billboard-200-Charts wurde das Album mit Platz neun ihr zweiter Top-10-Einstieg.
Am 10. Juni trat Aespa als erste K-Pop-Gruppe beim jährlichen Governors Ball Music Festival im Flushing-Meadows-Corona-Park in New York auf. Der Auftritt erfolgte nur mit Karina, Winter und Ningning, da Giselle aus gesundheitlichen Gründen nicht auftreten konnte.
Am 24. Juni wurde die Welttournee in Jakarta mit „aespa LIVE TOUR 2023 SYNK: HYPER LINE in JAKARTA“ fortgesetzt.
Am 5. und 6. August gab die Gruppe ein zweitägiges Sonderkonzert „aespa LIVE TOUR 2023 SYNK: HYPER LINE in JAPAN -Special Edition-“ im Tokyo Dome in Tokio. Mit ihrem Auftritt beim Outside Lands Music and Arts Festival in San Francisco am 11. August war Aespa die erste K-Pop-Gruppe, die bei diesem Festival auftrat.
Aespa veröffentlichte am 18. August ihre englische digitale Single Better Things sowie das zugehörige Musikvideo.
Vom 13. August bis 30. September folgten 14 weitere „SYNK: HYPER LINE“-Konzerte in den USA (Los Angeles, Dallas, Miami, Atlanta, Washington, Chicago, Boston, New York), Südamerika (Mexiko-Stadt, São Paulo, Santiago) und Europa (Berlin, London, Paris). Aespa performte Better Things erstmals am 13. August in der Crypto.com Arena in Los Angeles.
Die digitale Single We Go erschien am 23. August. Die Single enthält den OST-Titelsong für die koreanische Ausgabe des Anime Pokémon: Liko and Roy’s Departure.
Am 6. Oktober veröffentlichte Aespa die digitale japanische Single Zoom Zoom, ein weiterer OST-Song für den Anime Beyblade X.
Aespas viertes Mini-Album Drama erschien am 10. November, zusammen mit dem zugehörigen Musikvideo.

### 2024:Regret of the Times, SYNK: Parallel Line,Armageddon,Hot Mess,Synk: Parallel LineundWhiplash
Am 15. Januar 2024 veröffentlichte Aespa die Single Regret of the Times. Dieser Song ist ein Remake des gleichnamigen Titels von Seo Taiji and Boys.
SM Entertainment gab am 19. Februar bekannt, dass Aespa ihre zweite Welttournee unternehmen würde.
Am 22. April wurde bekannt gegeben, dass Aespa am 27. Mai ihr erstes Studioalbum veröffentlichen würde. Das Album Armageddon hat zwei Titelsongs: Supernova und das zugehörige Musikvideo wurden am 13. Mai vorab veröffentlicht, Armageddon und das gleichnamige Musikvideo am 27. Mai. Supernova schaffte erneut den „Perfect All-Kill“, da er gleichzeitig Platz eins in den Echtzeit-, Tages- und Wochenkomponenten von iChart erreichte. Es war der erste Song der Gruppe, der die koreanischen Circle Digital Chart anführte, und ihr erster Top-Ten-Hit mit Platz sechs in den Billboard Global Excl. U.S.-Charts.
Das Musikvideo Live My Life erschien am 19. Juni als Video-Auskoppelung aus Armageddon.
Die „aespa LIVE TOUR – SYNK: Parallel Line“ lief weltweit mit 31 Auftritten in 21 Regionen. Mit dem Start ihrer Tournee am 29. und 30. Juni im Jamsil Indoor Stadium in Seoul stellte jedes Mitglied einen Solo-Track vor: Karina performte Up, Giselle Dopamine, Winter Spark und Ningning Bored!. Die Tour ging weiter am 6. und 7. Juli in Fukuoka, am 10. und 11. Juli in Nagoya, am 14. und 15. Juli in Saitama, am 20. Juli in Singapur, am 27. und 28. Juli in Osaka, am 3. August in Hongkong, am 10. August in Taipeh, am 24. August in Jakarta, am 31. August in Sydney, am 2. September in Melbourne, am 21. September in Macau, am 28. und 29. September in Bangkok und zwei weiteren Orten.
Mit der Veröffentlichung ihrer ersten japanischen Single Hot Mess am 3. Juli erfolgte das japanische Debüt von Aespa. Ebenfalls am 3. Juli wurde das Musikvideo Hot Mess auf YouTube veröffentlicht. Am 9. Oktober erschien die digitale Single Synk: Parallel Line mit den vier Solo-Tracks der Mitglieder.
Am 21. Oktober erschien das fünfte Mini-Album Whiplash mit der gleichnamigen Lead-Single und dem Musikvideo.

### 2025:Dirty Work
Am 5. Juni 2025 wurde bekannt gegeben, dass Aespa im Juni ihr zweites Single-Album veröffentlichen würde. Das Album Dirty Work mit dem gleichnamigen Titelsong und dem zugehörigen Musikvideo erschien am 27. Juni.

## Mitglieder
| Bild (2024) | Name          | Geburtsname                  | Geburtstag (Alter)    | Geburtsort  | Position                                    |
| ----------- | ------------- | ---------------------------- | --------------------- | ----------- | ------------------------------------------- |
|             | Karina 카리나 | Yoo Ji-min 유지민            | 11. April 2000 (25)   | Gyeonggi-do | Team leader Sub Vocal, Main Dance, Lead Rap |
|             | Giselle 지젤  | Uchinaga Aeri a うちながえり | 30. Oktober 2000 (24) | Seoul       | Sub Vocal, Main Rap                         |
|             | Winter 윈터   | Kim Min-jeong 김민정         | 1. Januar 2001 (24)   | Busan       | Main Vocal, Lead Dance                      |
|             | Ningning 닝닝 | Ning Yizhuo b 宁艺卓         | 23. Oktober 2002 (22) | Harbin      | Main Vocal                                  |

## Fanclub
MY (koreanisch 마이) ist der offizielle Name des Fanclubs von Aespa. Am 17. November 2020 kündigte Aespa über eine Community auf ihrem V-Live-Kanal (seit 1. Januar 2023 Weverse) die Gründung ihres Fanclubs an. MY leitet sich vom englischen Begriff „my precious friend“ ab, bedeutet „der wichtigste Freund“ in der virtuellen Welt, in der Aespas Avatar æ existiert, und die Fans sind die wichtigste Existenz für Aespa. Die offizielle Fanclub-Farbe ist definiert als Aurora.
Die Mitgliedschaft im Fanclub gilt ca. ein Jahr und ist kostenpflichtig. Der Fanclub wird auf der Fan-Plattform Weverse gehostet. Am 6. November 2024 hatte MY 1,7 Millionen Mitglieder, am 23. Januar 2025 waren es 2,1 Millionen Mitglieder. Am 11. Juli 2025 hatte der Fanclub 2,7 Millionen Mitglieder.

## Diskografie

### Alben
| Jahr | Titel Musiklabel            | Höchstplatzierung, Gesamtwochen, AuszeichnungChartplatzierungen (Jahr, Titel, Musiklabel, Platzierungen, Wochen, Auszeichnungen, Anmerkungen) | Höchstplatzierung, Gesamtwochen, AuszeichnungChartplatzierungen (Jahr, Titel, Musiklabel, Platzierungen, Wochen, Auszeichnungen, Anmerkungen) | Höchstplatzierung, Gesamtwochen, AuszeichnungChartplatzierungen (Jahr, Titel, Musiklabel, Platzierungen, Wochen, Auszeichnungen, Anmerkungen) | Höchstplatzierung, Gesamtwochen, AuszeichnungChartplatzierungen (Jahr, Titel, Musiklabel, Platzierungen, Wochen, Auszeichnungen, Anmerkungen) | Höchstplatzierung, Gesamtwochen, AuszeichnungChartplatzierungen (Jahr, Titel, Musiklabel, Platzierungen, Wochen, Auszeichnungen, Anmerkungen) | Anmerkungen                                              |
| Jahr | Titel Musiklabel            | KR | JP | DE | AT | US | Anmerkungen                                              |
| ---- | --------------------------- | --- | --- | --- | --- | --- | -------------------------------------------------------- |
| 2024 | Armageddon SM Entertainment | KR2 Diamant · (31 Wo.)KR | JP4 (28 Wo.)JP | DE45 (1 Wo.)DE | AT45 (1 Wo.)AT | US25 (2 Wo.)US | Erstveröffentlichung: 27. Mai 2024 Verkäufe: + 1.600.000 |

### Single-Alben
| Jahr | Titel Musiklabel                     | Höchstplatzierung, Gesamtwochen, AuszeichnungChartplatzierungen (Jahr, Titel, Musiklabel, Platzierungen, Wochen, Auszeichnungen, Anmerkungen) | Höchstplatzierung, Gesamtwochen, AuszeichnungChartplatzierungen (Jahr, Titel, Musiklabel, Platzierungen, Wochen, Auszeichnungen, Anmerkungen) | Höchstplatzierung, Gesamtwochen, AuszeichnungChartplatzierungen (Jahr, Titel, Musiklabel, Platzierungen, Wochen, Auszeichnungen, Anmerkungen) | Höchstplatzierung, Gesamtwochen, AuszeichnungChartplatzierungen (Jahr, Titel, Musiklabel, Platzierungen, Wochen, Auszeichnungen, Anmerkungen) | Anmerkungen                                               |
| Jahr | Titel Musiklabel                     | KR | JP | AT | US | Anmerkungen                                               |
| ---- | ------------------------------------ | --- | --- | --- | --- | --------------------------------------------------------- |
| 2024 | Synk: Parallel Line SM Entertainment | — | — | — | — | Erstveröffentlichung: 9. Oktober 2024                     |
| 2025 | Dirty Work SM Entertainment          | KR1 Diamant · (… Wo.)KR | — | — | — | Erstveröffentlichung: 27. Juni 2025 Verkäufe: + 1.000.000 |

### EPs
| Jahr | Titel Musiklabel          | Höchstplatzierung, Gesamtwochen, AuszeichnungChartplatzierungen (Jahr, Titel, Musiklabel, Platzierungen, Wochen, Auszeichnungen, Anmerkungen) | Höchstplatzierung, Gesamtwochen, AuszeichnungChartplatzierungen (Jahr, Titel, Musiklabel, Platzierungen, Wochen, Auszeichnungen, Anmerkungen) | Höchstplatzierung, Gesamtwochen, AuszeichnungChartplatzierungen (Jahr, Titel, Musiklabel, Platzierungen, Wochen, Auszeichnungen, Anmerkungen) | Höchstplatzierung, Gesamtwochen, AuszeichnungChartplatzierungen (Jahr, Titel, Musiklabel, Platzierungen, Wochen, Auszeichnungen, Anmerkungen) | Anmerkungen                                                   |
| Jahr | Titel Musiklabel          | KR | JP | AT | US | Anmerkungen                                                   |
| ---- | ------------------------- | --- | --- | --- | --- | ------------------------------------------------------------- |
| 2021 | Savage SM Entertainment   | KR1 ×3Dreifachplatin · (44 Wo.)KR | JP7 (84 Wo.)JP | — | US20 (2 Wo.)US | Erstveröffentlichung: 5. Oktober 2021 Verkäufe: + 750.000     |
| 2022 | Girls SM Entertainment    | KR1 Diamant · (38 Wo.)KR | JP3 (55 Wo.)JP | — | US3 (3 Wo.)US | Erstveröffentlichung: 8. Juli 2022 Verkäufe: + 1.000.000      |
| 2023 | My World SM Entertainment | KR1 ×2Doppeldiamant · (… Wo.)KR | JP3 (47 Wo.)JP | — | US9 (3 Wo.)US | Erstveröffentlichung: 8. Mai 2023 Verkäufe: + 2.000.000       |
| 2023 | Drama SM Entertainment    | KR3 Diamant · (… Wo.)KR | JP5 (45 Wo.)JP | — | US33 (2 Wo.)US | Erstveröffentlichung: 10. November 2023 Verkäufe: + 1.000.000 |
| 2024 | Whiplash SM Entertainment | KR1 Diamant · (… Wo.)KR | JP4 (7 Wo.)JP | AT64 (1 Wo.)AT | US50 (1 Wo.)US | Erstveröffentlichung: 21. Oktober 2024 Verkäufe: + 1.000.000  |

### Singles
| Jahr | Titel Album                                                | Höchstplatzierung, Gesamtwochen, AuszeichnungChartplatzierungen (Jahr, Titel, Album, Platzierungen, Wochen, Auszeichnungen, Anmerkungen) | Höchstplatzierung, Gesamtwochen, AuszeichnungChartplatzierungen (Jahr, Titel, Album, Platzierungen, Wochen, Auszeichnungen, Anmerkungen) | Anmerkungen                                                      |
| Jahr | Titel Album                                                | KR | JP | Anmerkungen                                                      |
| ---- | ---------------------------------------------------------- | --- | --- | ---------------------------------------------------------------- |
| 2020 | Black Mamba Girls                                          | KR49 (14 Wo.)KR | JP— Gold (Streaming)JP | Erstveröffentlichung: 17. November 2020 Verkäufe: + 3.000        |
| 2021 | Forever (약속) Girls                                       | — | — | Erstveröffentlichung: 5. Februar 2021 Original von Yoo Young-jin |
| 2021 | Next Level –                                               | KR2 ×2Doppelplatin (Streaming) · (86 Wo.)KR                                                                                              | JP— Gold (Streaming)JP | Erstveröffentlichung: 17. Mai 2021                               |
| 2021 | Savage                                                     | KR2 Platin (Streaming) · (46 Wo.)KR | JP— Gold (Streaming)JP | Erstveröffentlichung: 5. Oktober 2021                            |
| 2021 | Dreams Come True 2021 Winter SM Town: SMCU Express • Girls | KR8 (25 Wo.)KR | JP— Gold (Streaming)JP | Erstveröffentlichung: 20. Dezember 2021 Original von S.E.S       |
| 2022 | Illusion (도깨비불) Girls                                  | KR14 (37 Wo.)KR | — | Erstveröffentlichung: 1. Juni 2022 Promo-Single                  |
| 2022 | Life’s Too Short (Englische Ver.) Girls                    | KR47 (5 Wo.)KR | — | Erstveröffentlichung: 24. Juni 2022                              |
| 2022 | Girls                                                      | KR8 (22 Wo.)KR | JP— Gold (Streaming)JP | Erstveröffentlichung: 8. Juli 2022                               |
| 2022 | Beautiful Christmas 2022 Winter SM Town: SMCU Palace       | KR113 (3 Wo.)KR | — | Erstveröffentlichung: 14. Dezember 2022 mit Red Velvet           |
| 2023 | Welcome to My World My World                               | KR64 (2 Wo.)KR | — | Erstveröffentlichung: 2. Mai 2023 feat. Naevis                   |
| 2023 | Spicy My World                                             | KR2 Platin (Streaming) · (80 Wo.)KR | JP— Gold (Streaming)JP | Erstveröffentlichung: 8. Mai 2023                                |
| 2023 | Better Things Drama                                        | KR50 (10 Wo.)KR | — | Erstveröffentlichung: 18. August 2023                            |
| 2023 | Drama                                                      | KR2 (… Wo.)KR | JP— Platin (Streaming)JP | Erstveröffentlichung: 10. November 2023                          |
| 2024 | Regret of the Times –                                      | KR120 (1 Wo.)KR | — | Erstveröffentlichung: 15. Januar 2024                            |
| 2024 | Supernova Armageddon                                       | KR1 Platin (Streaming) · (… Wo.)KR | JP— Platin (Streaming)JP | Erstveröffentlichung: 13. Mai 2024 Verkäufe: + 1.338 (JP)        |
| 2024 | Armageddon                                                 | KR4 (… Wo.)KR | — | Erstveröffentlichung: 27. Mai 2024 Verkäufe: + 40.000            |
| 2024 | Hot Mess –                                                 | — | JP2 Gold · (23 Wo.)JP | Erstveröffentlichung: 3. Juli 2024 Verkäufe: + 100.000           |
| 2024 | Whiplash                                                   | KR2 (… Wo.)KR | JP— Platin (Streaming)JP | Erstveröffentlichung: 21. Oktober 2024                           |

### Auszeichnungen für Musikverkäufe
| Platin-Schallplatte - Brasilien - 2025: für die Single Armageddon |

Anmerkung: Auszeichnungen in Ländern aus den Charttabellen bzw. Chartboxen sind in ebendiesen zu finden.
| Land/RegionAuszeichnungen für Musikverkäufe (Land/Region, Auszeichnungen, Verkäufe, Quellen) | Gold     | Platin       | Diamant     | Verkäufe  | Quellen             |
| -------------------------------------------------------------------------------------------- | -------- | ------------ | ----------- | --------- | ------------------- |
| Brasilien (PMB)                                                                              | —        | Platin1      | —           | 40.000    | pro-musicabr.org.br |
| Japan (RIAJ)                                                                                 | 7× Gold7 | 3× Platin3   | —           | 100.000   | riaj.or.jp JP2      |
| Südkorea (KMCA)                                                                              | —        | 8× Platin8   | 7× Diamant7 | 7.750.000 | circlechart.kr      |
| Insgesamt                                                                                    | 7× Gold7 | 12× Platin12 | 7× Diamant7 |           |                     |

## Musikvideos
| Titel               | Veröffentlichung  |
| ------------------- | ----------------- |
| Black Mamba         | 17. November 2020 |
| Forever (약속)      | 5. Februar 2021   |
| Next Level          | 17. Mai 2021      |
| Savage              | 5. Oktober 2021   |
| Dreams Come True    | 20. Dezember 2021 |
| Life‘s Too Short    | 24. Juni 2022     |
| Girls               | 8. Juli 2022      |
| Welcome To MY World | 2. Mai 2023       |
| Spicy               | 8. Mai 2023       |
| Better Things       | 18. August 2023   |
| Drama               | 10. November 2023 |
| Get Goin‘           | 29. März 2024     |
| Supernova           | 13. Mai 2024      |
| Armageddon          | 27. Mai 2024      |
| Live My Life        | 19. Juni 2024     |
| Hot Mess            | 3. Juli 2024      |
| Whiplash            | 21. Oktober 2024  |
| Dirty Work          | 27. Juni 2025     |

## Auszeichnungen

### Preisverleihungen
2020
- Asian Pop Music Awards – Best New Overseas Artist[87]
- Hanteo Music Awards – Female Group Artist Award[87]
- Mubeat Awards – Rookie Female Artist[87]

2021
- Asia Artist Awards[88]
  - Stage of the Year (Daesang)
  - Best New Artist – Singer
  - AAA Hot Trend – Singer
- Asian Pop Music Awards[87]
  - Top 20 Overseas Albums of the Year für „Savage“
  - Top 20 Overseas Songs of the Year für „Savage“
- Brand Of The Year Awards – Rookie Female Idol[89]
- Dong-A’s Pick – How Far is the Next Level Award[87]
- Forbes – Korea Power Celebrity – Rising Star[87]
- Gaon Chart Music Awards – Rookie of the Year[90]
- MAMA Awards[87]
  - Best Female Group Dance Performance für „Next Level“
  - Best New Female Artist
- Melon Music Awards[91]
  - Record of the Year (Daesang)
  - Top 10 Artist
  - New Artist of the Year (Female)
  - Best Group (Female)
- Mnet Asian Music Awards[92]
  - Best New Female Artist
  - Best Dance Performance Female Group für „Next Level“
- MTV Europe Music Awards – Best Korean Act[93]
- Seoul Music Awards – Rookie of the Year[94]
- TIME – 100 Next Generation Leaders – Culture and Arts[87]
- Tokopedia WIB Indonesia K-POP Awards – The Most Next Level Award[87]
- Visionary Awards – 2021 Visionary[87]

2022
- Asian Pop Music Awards – Top 20 Overseas Songs of the Year für „Girls“[87]
- Circle Chart Music Awards – World Rookie of the Year[87]
- Forbes – 30 Under 30 Asia[87]
- Gaon Chart Music Awards – World Rookie of the Year[95]
- Golden Disc Awards[96]
  - Artist of the Year
  - Best Rookie Artist
  - Digital Song Bonsang für „Next Level“
  - Cosmopolitan Artist Award
- Hanteo Music Awards – Artist of the Year (Bonsang)[87]
- iF Product Design Award – Main Prize (User Experience – Packaging) für „Savage“[87]
- Korea First Brand Awards – Best Rising Star Female Idol[97]
- Korean Music Awards[98]
  - Rookie of the Year
  - Song of the Year für „Next Level“
  - Best K-Pop Song für „Next Level“
- Korea PD Awards – Best Performer Award[87]
- Seoul Music Awards – Main Award (Bonsang)[99]
- TIME – Next Generation Leaders[87]

2023
- Circle Chart Music Awards – Artist of the Year (Global Digital Music), Monat Juli für „Girls“[87]
- Financial Times – 25 Most Influential Women[87]
- K Global Heart Dream Awards – K Global Best Music Award[87]
- K-Music and Arts Film Festival – Best K-POP Music Video für „Girls“[87]
- Melon Music Awards[87]
  - Best Female Performance
  - Global Artist
  - Million Top 10 Artists für „My World“
  - Top 10 Artists
- Seoul Music Awards – Main Award (Bonsang)[87]
- The Fact Music Awards[87]
  - Artist of the Year (Bonsang)
  - Worldwide Icon

2024
- Asia Artist Awards – Best Artist Award – Music[100]
- Asian Pop Music Awards[101]
  - Best Album of the Year für „Armageddon“
  - Top 20 Albums of the Year für „Armageddon“
  - Top 20 Songs of the Year für „Supernova“
- Brand of the Year Awards – Best Female Idol Group (Vietnam)[87]
- Circle Chart Music Awards – Artist of the Year (Streaming Unique Listeners) für „Spicy“[87]
- Golden Disc Awards – Best Album (Bonsang) für „My World“[87]
- Seoul Music Awards – Main Award (Bonsang)[87]
- TikTok Awards Korea – Artist of the Year[102]

2025
- Golden Disc Awards[103]
  - Digital Music Award (Daesang) für „Supernova“
  - Digital Music Main Award (Bonsang)
- Hanteo Music Awards[104]
  - Artist of the Year (Bonsang)
  - Best Artist (Daesang)
- Korea First Brand Awards – Female Idol[105]

### Musik-Shows
Aespas Siege bei Musik-Shows
| Jahr | Datum       | Titel       |
| ---- | ----------- | ----------- |
| 2021 | 17. Januar  | Black Mamba |
| 2021 | 17. Oktober | Savage      |
| 2021 | 24. Oktober | Savage      |
| 2021 | 5. Dezember | Savage      |

| Jahr | Datum       | Titel  |
| ---- | ----------- | ------ |
| 2021 | 15. Oktober | Savage |

| Jahr | Datum       | Titel  |
| ---- | ----------- | ------ |
| 2021 | 13. Oktober | Savage |

| Jahr | Datum       | Titel       |
| ---- | ----------- | ----------- |
| 2021 | 16. Oktober | Savage      |
| 2021 | 23. Oktober | Savage      |
| 2024 | 19. Oktober | Up (Karina) |

| Jahr | Datum       | Titel  |
| ---- | ----------- | ------ |
| 2021 | 26. Oktober | Savage |